# راسيل باتلر
راسيل باتلر (بالإنجليزية: Russell Butler) هو غطاس أسترالي، ولد في 6 مارس 1968.

## وصلات خارجية
- راسيل باتلر على موقع الاتحاد الدولي للسباحة (الإنجليزية)
- راسيل باتلر على موقع اللجنة الأولمبية الدولية (الإنجليزية)
- راسيل باتلر على موقع أوليمبيديا (الإنجليزية)
- راسيل باتلر على موقع اللجنة الأولمبية الأسترالية (الإنجليزية)